# Parafia św. Rafała Kalinowskiego w Murowańcu
Parafia św. Rafała Kalinowskiego w Murowańcu – rzymskokatolicka parafia w dekanacie Białe Błota diecezji bydgoskiej. Została utworzona 1 listopada 2007 r.
Na obszarze parafii leżą miejscowości z gminy Białe Błota: Drzewce, Jasiniec (część), Kruszyn Krajeński (część), Lipniki i Murowaniec.